# Folke Holmquist
Folke Bror Gustaf Holmquist, född 27 augusti 1911 i Kristianstad, död 21 december 1990, var en svensk läkare. 
Holmquist, som var son till grosshandlare Bror Holmquist och Hedvig Särnquist, avlade studentexamen i Kristianstad 1930, blev medicine kandidat vid Lunds universitet 1935 och medicine licentiat vid Karolinska Institutet 1941. Han var underläkare på Visby och Gällivare lasarett 1941–1942, kirurgiska avdelningen och barnbördshuset på Gävle lasarett 1942–1948, förste underläkare på Apelvikens kustsanatorium 1948–1949, barnbördshuset och gynekologiska avdelningen på Vänersborgs lasarett 1949–1953, och praktiserande läkare i Halmstad sedan 1953.